# Kroeberia fuliginosa
Kroeberia fuliginosa är en tvåvingeart som beskrevs av Lindner 1930. Kroeberia fuliginosa ingår i släktet Kroeberia och familjen Ropalomeridae. Inga underarter finns listade i Catalogue of Life.